# Пейнтер (Вірджинія)
Пейнтер (англ. Painter) — місто (англ. town) в США, в окрузі Аккомак штату Вірджинія. Населення — 272 особи (2020).

## Географія
Пейнтер розташований за координатами 37°35′7″ пн. ш. 75°47′2″ зх. д. / 37.58528° пн. ш. 75.78389° зх. д. (37.585187, -75.783838).  За даними Бюро перепису населення США в 2010 році місто мало площу 1,65 км², уся площа — суходіл.

## Демографія
Згідно з переписом 2010 року, у місті мешкало 229 осіб у 96 домогосподарствах у складі 56 родин. Густота населення становила 139 осіб/км².  Було 113 помешкання (68/км²).
Расовий склад населення:
| - 65,5 % — білих - 27,1 % — чорних або афроамериканців - 3,9 % — корінних американців - 2,6 % — азіатів |

До двох чи більше рас належало 0,0 %. Частка іспаномовних становила 14,4 % від усіх жителів.
За віковим діапазоном населення розподілялося таким чином: 24,9 % — особи молодші 18 років, 58,5 % — особи у віці 18—64 років, 16,6 % — особи у віці 65 років та старші. Медіана віку мешканця становила 40,5 року. На 100 осіб жіночої статі у місті припадало 84,7 чоловіків;  на 100 жінок у віці від 18 років та старших — 79,2 чоловіків також старших 18 років.
Середній дохід на одне домашнє господарство  становив 54 692 долари США (медіана — 49 375), а середній дохід на одну сім'ю — 55 265 доларів (медіана — 49 688). Медіана доходів становила 39 375 доларів для чоловіків та 27 143 долари для жінок. За межею бідності перебувало 21,7 % осіб, у тому числі 42,4 % дітей у віці до 18 років та 0,0 % осіб у віці 65 років та старших.
Цивільне працевлаштоване населення становило 133 особи. Основні галузі зайнятості: освіта, охорона здоров'я та соціальна допомога — 24,1 %, мистецтво, розваги та відпочинок — 16,5 %, виробництво — 14,3 %.